# Microrégion de Sinop

Localisation de la microrégion de Sinop

La microrégion de Sinop est l'une des huit microrégions qui subdivisent le nord de l'État du Mato Grosso au Brésil.
Elle comporte 9 municipalités qui regroupaient 176 041 habitants en 2006 pour une superficie totale de 49 376 km2.

## Municipalités[1]
- Cláudia
- Feliz Natal
- Itaúba
- Marcelândia
- Nova Santa Helena
- Santa Carmem
- Sinop
- União do Sul
- Vera